# 월인석보
《월인석보》(月印釋譜)는 《월인천강지곡》과 《석보상절》을 합하여 1459년(세조 5년)에 간행한 목판본 불교 서적이다. 초간본 10권(권1·2·7·8·9·10·13·14·17·18) 8책과 중간본 4권(권21·22·23·25) 4책이 보물 제745호로 지정되었으며, 초간본 2권(권11·12) 2책이 보물 제935호로 지정되어 있다. 조선 전기 한국어 연구와 불교학 및 문헌학 연구에 귀중한 자료이며 조선 왕조때 편찬된 석가 일대기로서는 결정판이라 할 수 있다. 초간본의 1권 맨 앞부분에는 훈민정음의 어제서문(御製序文)과 예의(例義) 부분이 한글로 번역된 '훈민정음 언해'가 실려 있는데, 현재까지 발견된 책중에는 '훈민정음 언해'가 실려있는 최초의 문헌이다. 
1447년(세종 29년)에 소헌왕후의 명복을 빌기 위해 아들인 수양대군(후의 세조)이 불교 서적을 참고하여 《석보상절》을 편찬했으며, 세종이 이 책을 읽고 한글로 직접 찬불가를 지었는데, 이것을 엮어 《월인천강지곡》을 편찬했다. 세조 5년에 이 두책을 합하여 월인석보를 간행했다. 편찬 동기는 1457년(세조 3년)에 사망한 아들 의경세자와 부왕 세종대왕의 명복을 빌기 위함이라고 되어있지만, 어린 조카 단종을 몰아내 죽이고 왕위에 올라, 사육신 등 많은 신하를 죽인 끝에 당하는 정신적인 괴로움, 회한과 무상(無常)의 고통에서 벗어나기 위하여 추진했다고 보는 것이 정설이다.
신미(信眉), 수미(守眉), 설준(雪竣), 효운(曉雲), 지해(智海), 홍준(弘濬), 학열(學悅), 학조(學祖) 등의 고승과 유학자 김수온(金守溫) 등으로 당대의 불학(佛學)을 대표하는 인물들이 편찬작업에 함께 하였다. 《월인천강지곡》의 한 구절씩을 본문으로 하고 그에 해당하는 내용의 《석보상절》은 주석(註釋)같이 하여 구성하였다. 여러차례 복간된것으로 보이며 현존하는 책들은 경상북도 영주(榮州)의 희방사(喜方寺), 경상북도 안동(安東)의 경흥사(慶興寺), 충청남도 논산(論山)의 쌍계사(雙溪寺)에서 인쇄한 것들이다.

## 구성
현존하는 책이 전질이 아니기 때문에 명확하지 않지만 월인석보는 전체 25권인 것으로 추정된다.
- 월인석보 권1~2(초간본, 보물 제745-1호, 서강대학교 도서관 소장)
- 권4(중간본, 개인 소장)[7]
- 월인석보 권7,8(초간본, 보물 제745-2호, 동국대학교 도서관 소장)
- 월인석보 권9,10(초간본, 보물 제745-3호, 국립고궁박물관 소장)
- 월인석보 권11, 12(초간본, 보물 제935호, 삼성박물관 리움 소장)
- 월인석보 권13,14(초간본, 보물 제745-4호, 연세대학교 중앙도서관 소장)
- 월인석보 권15(초간본, 보물 제745-10호, 구암사 소장)
- 권15(초간본, 성암고서박물관 소장)[7]
- 월인석보 권17~18(초간본, 보물 제745-5호, 수타사 소장)
- 권19(초간본, 가야대학교 소장)[8]
- 월인석보 권20(보물 제745-11호, 국립고궁박물관 소장)
- 월인석보 권21(중간본, 보물 제745-6호, 삼성박물관 리움 소장)
- 권21(초간본, 광흥사 소장)[9]
- 월인석보 권22(중간본, 보물 제745-7호, 개인 소장)
- 월인석보 권23(초간본, 보물 제745-8호, 개인 소장)
- 월인석보 권25(보물 제745-9호, 보림사 소장)

### 목판
1569년(선조 2년) 새긴 월인석보의 목판 중 일부가 갑사에 소장되어 있으며 그 중 일부가 보물 제582호로 지정되어 있다.
희방사에도 1568년(선조 1년)에 새긴 목판이 있었으나 한국 전쟁 때 불타 사라졌다.

## 갤러리

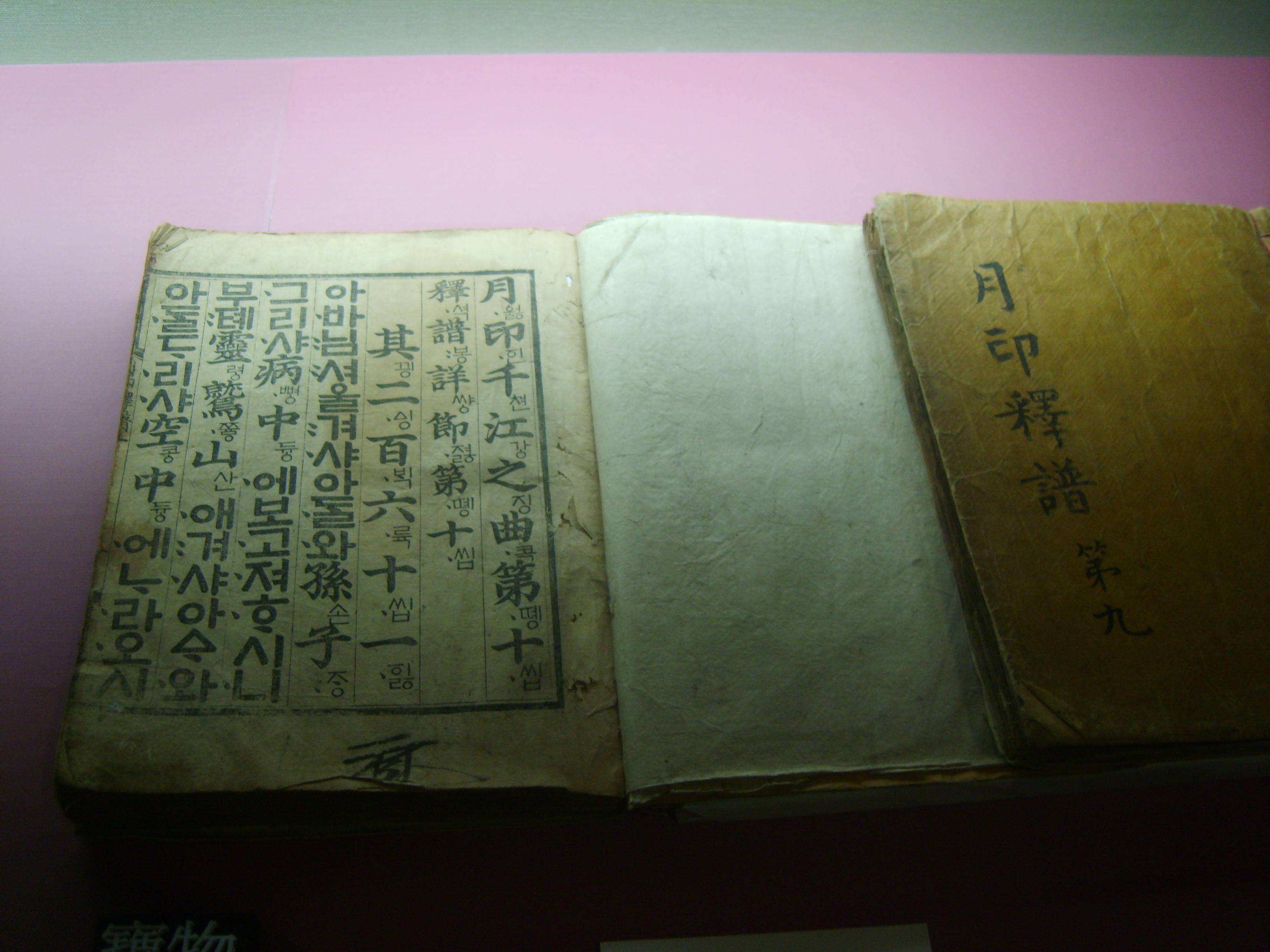
《월인석보》 제9·10권
국립한글박물관에 전시된 월인석보
국립한글박물관에 전시된 월인석보 설명
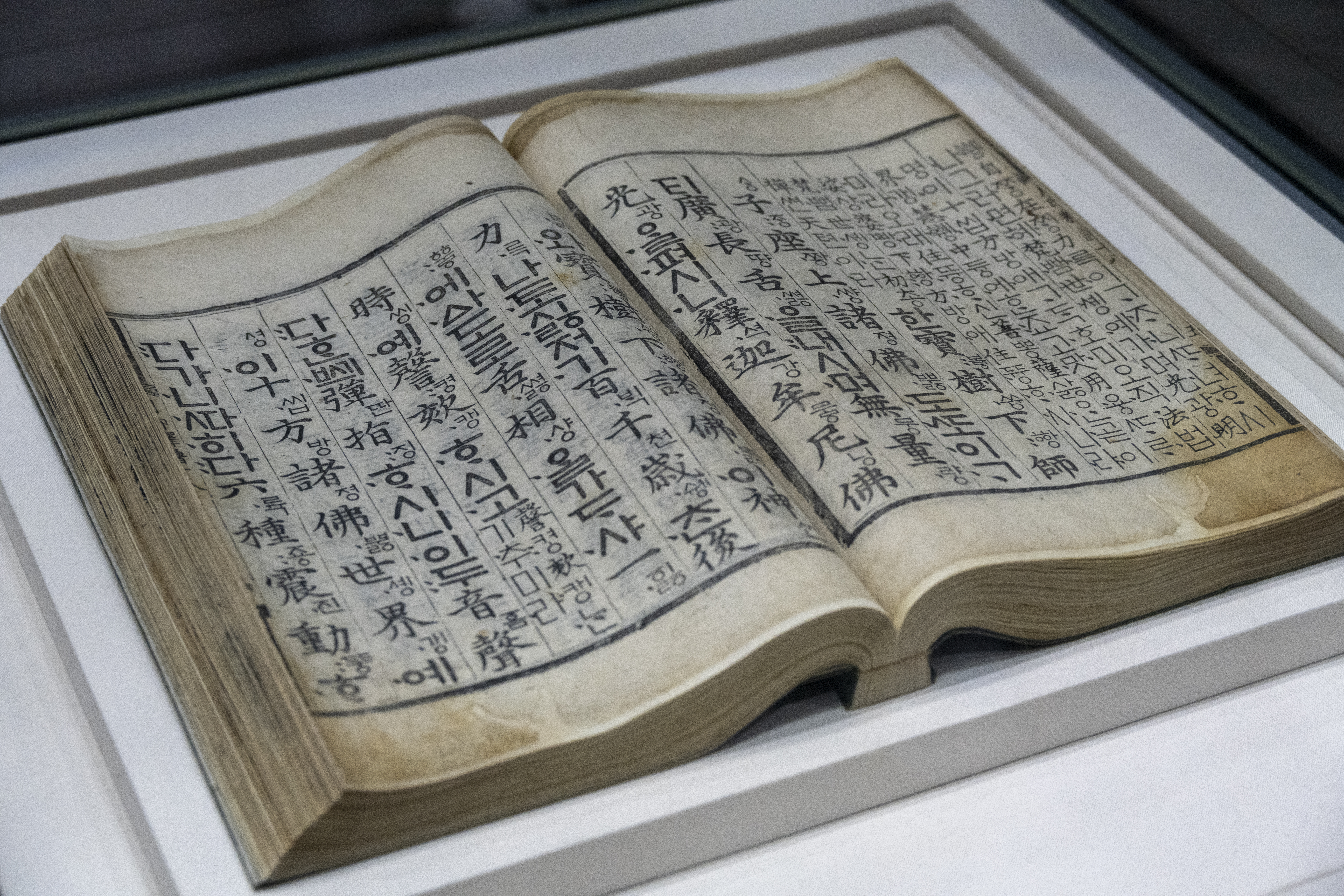
홍천 수타사에 보관된 권17~18